# Kaiserbroodje

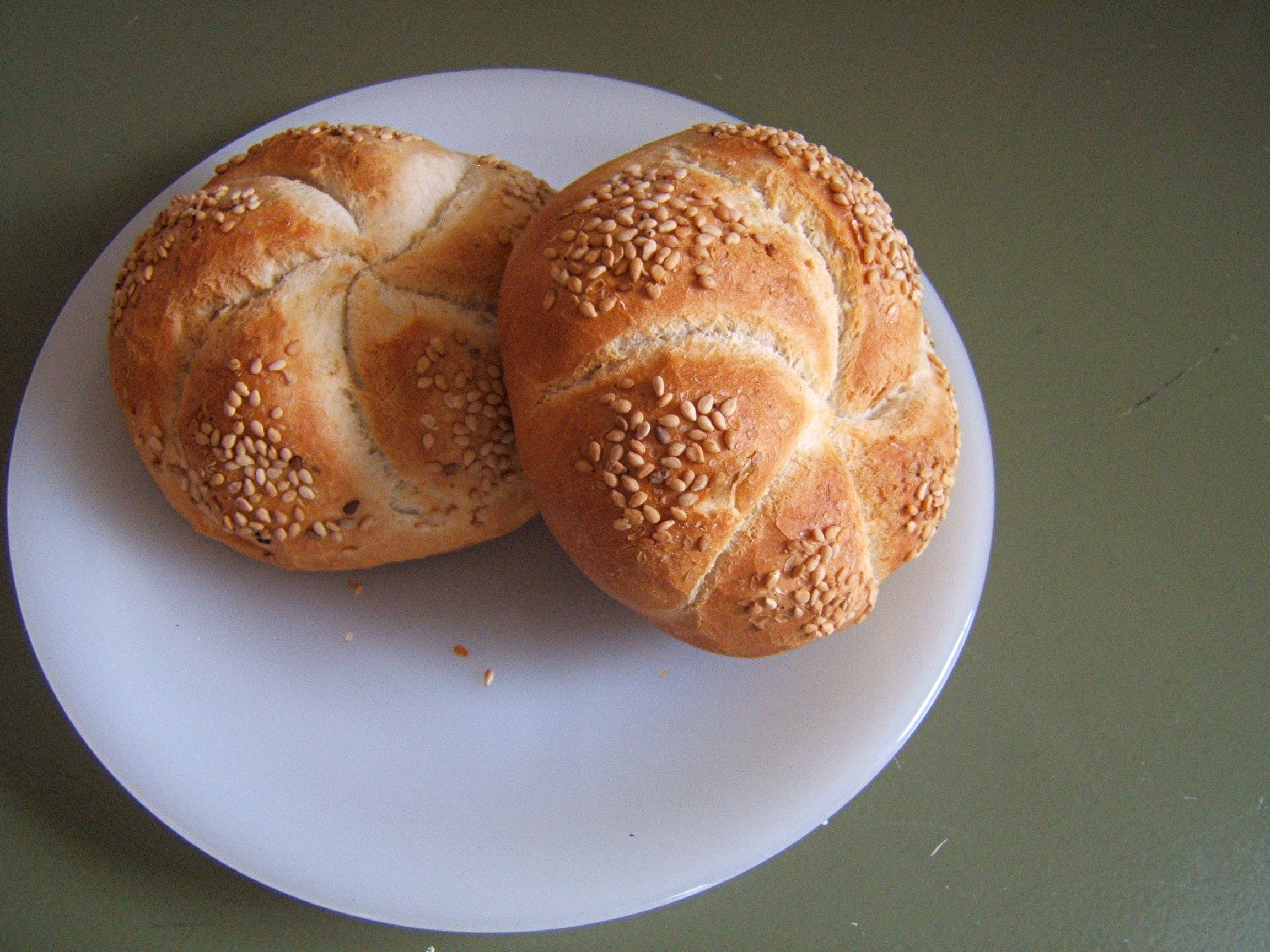
Kaiserbroodjes met sesamzaad

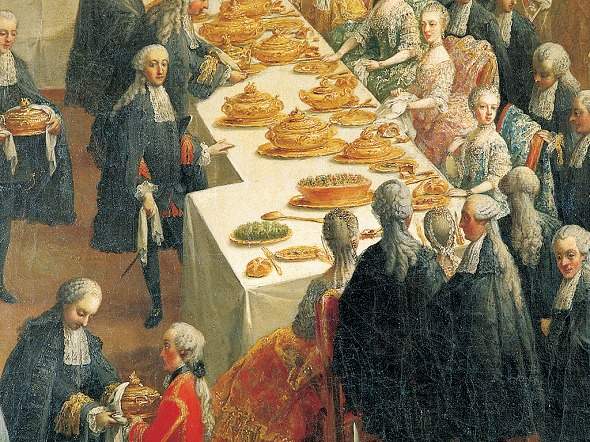
Het schilderij van Martin van Meytens met een banket met Maria Theresia uit 1760 waarop o.a. links op tafel een kaiserbroodje te zien is.

Een kaiserbroodje of kaisersemmel is een klein, hard gebakken, bolvormig broodje wittebrood, dat zich kenmerkt door een vijfdelige ster in de bovenkant. Het recept komt oorspronkelijk uit Oostenrijk en is aldaar wettelijk vastgelegd. Het deeg wordt samengesteld uit meel, gist, mout, zout en water. Traditioneel wordt de ster door het vouwen van het deeg verkregen. De ster wordt vaak, om tijd te besparen, met een speciale stempel ingedrukt. Kaiserbroodjes worden naturel gebakken, of bestrooid met sesam- of maanzaad.
Over de oorsprong van het broodje is niet veel bekend maar het werd al in 1760 gebakken. Dat weet men omdat op een schilderij uit dat jaar zo'n broodje afgebeeld staat. Wanneer de naam Kaisersemmel in zwang is geraakt is ook niet duidelijk. Waarschijnlijk is het een vernoeming naar een van de Oostenrijkse keizers. Zo zou een delegatie van bakkers in 1789 naar Keizer Jozef II zijn gegaan om te pleiten voor het afschaffen van standaardprijzen op de broodjes. De naam kan ook later in zwang zijn geraakt en een verwijzing zijn naar keizer Frans Jozef I van Oostenrijk. Weer een andere theorie stelt dat de naam verwijst naar Keizer Frederik III die in 1487 broodjes met zijn gezicht erop liet bakken.
Het keizerbroodje wordt niet alleen gegeten in Oostenrijk maar ook in de landen die ooit geregeerd werden door de Habsburgse monarchie, zoals Hongarije, Kroatië, Slovenië en Tsjechië. Ook in Nederland is het broodje te koop in de supermarkten en bij diverse bakkers. In de regio rond Milaan wordt een holle variant gebakken, de Michetta.